# Parkanonjärvi
Parkanonjärvi är en sjö i Finland. Den ligger i kommunen Parkano i landskapet Birkaland, i den sydvästra delen av landet, 220 km nordväst om huvudstaden Helsingfors. Parkanonjärvi ligger 90 meter över havet. Den är 21,98 meter djup. Arean är 4,7 kvadratkilometer och strandlinjen är 25,47 kilometer lång. Sjön  ingår i Kumo älvs huvudavrinningsområde.   I omgivningarna runt Parkanonjärvi växer i huvudsak blandskog. Den sträcker sig 8,6 kilometer i nord-sydlig riktning, och 2,8 kilometer i öst-västlig riktning.
I övrigt finns följande i Parkanonjärvi:
- Selkäsaaret (en ö)
- Vehkaluoto (en ö)

Följande samhällen ligger vid Parkanonjärvi:
- Parkano (7 213 invånare)